# Cuatro Palos, Hidalgo
Cuatro Palos är en ort i Mexiko.   Den ligger i kommunen Singuilucan och delstaten Hidalgo, i den sydöstra delen av landet, 90 km nordost om huvudstaden Mexico City. Cuatro Palos ligger 2 541 meter över havet och antalet invånare är 267.
Terrängen runt Cuatro Palos är kuperad åt nordost, men åt sydväst är den platt. Runt Cuatro Palos är det ganska glesbefolkat, med 39 invånare per kvadratkilometer. Närmaste större samhälle är Tulancingo, 15,6 km nordost om Cuatro Palos. Trakten runt Cuatro Palos består till största delen av jordbruksmark.